# Maria Ciobanu (consilier)
Maria Ciobanu (n. 12 martie 1958, Pietroasele, județul Buzău) este o expertă în relații europene și o fostă consilieră prezidențială la Departamentul de Relații Internaționale al Administrației Prezidențiale din România.

## Biografie
Maria Ciobanu s-a născut la data de 12 martie 1958, în comuna Pietroasele (județul Buzău). A absolvit Facultatea de Aeronave din cadrul Institutului Politehnic București (1982), urmând apoi studii postuniversitare de specializare pe probleme de politica de securitate la Centrul Internațional pentru Politica de Securitate din Geneva (1997 -1998). Ulterior, a urmat un curs intensiv de vară la Colegiul Europei, Bruges-Belgia (1996), precum și diverse cursuri pe teme europene (perioada 1995 – 2004) la: Paris (ENA), Bruxelles (Comisia Europeana), Dublín (Institutul pentru Administrație Publică), Institutul Diplomatic Român.
După absolvirea facultății, a lucrat ca ingineră la Întreprinderea de Construcții Aeronautice din Ghimbav-Brașov (1982-1983) și la Întreprinderea Aerofina din București (1983-1992). Devine apoi referent de specialitate la Direcția Programe cu Organizații Internaționale din cadrul Ministerului Industriilor (1992-1996).
În anul 1996 este angajată în Ministerul Afacerilor Externe, la Direcția Uniunea Europeană, mai întâi ca secretar II/ secretar I (1996-1999) și apoi ca director adjunct (1999-2000). Efectuează în această perioadă o serie de misiuni diplomatice temporare astfel: secretar II la Ambasada României în Irlanda (1996 - semestrul II) și secretar I la Ambasada României în Finlanda (1999 - semestrul II). Începând din anul 2000 lucrează la Misiunea României pe lângă Uniunea Europeană de la Bruxelles ca ministru consilier și șefă a secției politice (noiembrie 2000 – noiembrie 2005) și apoi ca ministru consilier și reprezentant al României în Comitetul Politic și de Securitate al UE (aprilie 2005 – decembrie 2005). Revine în Centrala MAE în decembrie 2005 ca director adjunct la Direcția Relații Externe UE.
În martie 2006, Maria Ciobanu este numită în funcția de consilier de stat la Departamentul Relații Internaționale al Administrației Prezidențiale, cu rang de secretar de stat. În septembrie 2007, a obținut gradul diplomatic de ministru plenipotențiar. La data de 4 iunie 2008, a primit gradul diplomatic de ambasador .
În noiembrie 2008 a fost acreditată în calitatea de ambasador extraordinar și plenipotențiar, șef al misiunii Permanente a României pe lângă Oficiul Națiunilor Unite de la Geneva și organizațiile internaționale cu sediul în Elveția. La data de 29 ianuarie 2009 a fost eliberată din funcția de consilier de stat în cadrul Departamentului Relații Internaționale.
Maria Ciobanu este coautoare la lucrarea "Tratatul Cartei Energiei" (Ed. Tehnică, București, 1994). A primit Ordinul Național “Serviciul Credincios” în grad de Cavaler (pentru contribuția adusă în pregătirea României pentru aderare) în anul 2004.
Ea vorbește foarte bine limbile engleză și franceză. Este căsătorită și are doi copii. 